# Perdita eucnides
Perdita eucnides är en biart som beskrevs av Timberlake 1964. Perdita eucnides ingår i släktet Perdita och familjen grävbin. Inga underarter finns listade i Catalogue of Life.